# Igreja Presbiteriana do Chile
A Igreja Presbiteriana do Chile (em espanhol Iglesia Presbiteriana de Chile) é uma denominação reformada formada no Chile no dia 07 de julho de 1868, na cidade de Santiago. Foi a primeira denominação protestante a estabelecer-se no país. Era formada em 2019 por 2.807 membros, em cerca de 40 igrejas em todo país.

## História
A missão presbiteriana no Chile, foi coordenada pelo Dr. Reverendo David Trumbull da Igreja Presbiteriana Unida nos Estados Unidos da América (resultado da fusão da Igreja Presbiteriana Unida da América do Norte e Igreja Presbiteriana nos Estados Unidos da América). Em 13 de junho de 1883 o primeiro Presbitério foi organizado no Chile. O Conselho aprovou inicialmente a Constituição da Igreja missionária.
Até o ano de 1963, a igreja foi dependente do Sínodo de Nova York da Igreja Presbiteriana Unida nos Estados Unidos da América. Com a criação de mais 3 Presbitérios, a denominação se tornar independente da Igreja Presbiteriana americana em janeiro de 1964.

## Doutrina
A Igreja Presbiteriana no Chile afirma a Confissão de Fé de Westminster, Catecismo de Heidelberg, Credo de Atanásio e Credo Niceno. O governo da igreja é presbiteriano, ou seja, baseia-se na ideia de concílio.

## A Igreja Presbiteriana no Chile hoje
A igreja tem um Sínodo em cinco presbitérios e 32 igrejas locais organizadas e 7 em plantação, totalizando 39 congregações. O moderador atual é Rev. Daniel Vasquez Ulloa. Os cinco presbitérios são: do Norte, do Sul, Central, do Sul e Central, e Presbitério da  Quinta Região. 
A denominação lançou novas igrejas em 2013 em Santiago, Temuco, Antofagasta, Maipú, Chigwell, La Reina, San Gregorio e La Serena.
A igreja formou recentemente um Seminário Teológico Presbiteriano, e desde então tem preparado para o ministério seus próprios pastores. Anteriormente a igreja enviou muitos de seus seminaristas para instituições de ensino teológico da Igreja Presbiteriana do Brasil, o que aproximou ambas as igrejas e possibilitou posteriormente a criação do seminário chileno. Atualmente pastores brasileiros trabalham na Igreja Presbiteriana do Chile, inclusive em seu seminário.

## Relações intereclesiais
Um acordo entre a Igreja Presbiteriana do Chile e a Igreja Presbiteriana Nacional do México foi feito para a cooperação mutua no esforço de  plantar novas igrejas no Chile. 
A denominação é ainda um membro da Comunhão Mundial das Igrejas Reformadas e da Aliança de Igrejas Presbiterianas e Reformadas da América Latina.
A igreja tem também relações ecumênicas com a igreja Presbiteriana do Brasil, que também auxilia na plantação de igrejas no país enviando missionários.
A igreja tem ainda contatos com a Igreja Presbiteriana no Paraguai, denominações formada por missionários da Igreja Presbiteriana do Brasil.